# نور ظفر خان
نور ظفر خان (بالإنجليزية: Noor Khan)‏ هي ممثلة باكستانية، ولدت في 8 أغسطس 1994 في المدينة المنورة في السعودية.

## وصلات خارجية
- نور ظفر خان على موقع IMDb (الإنجليزية)